# Алоїз ван де Вейвере
Алоїз Жан Марія Жозеф, бургграф ван де Вейвере (8 червня 1871 , Тілт, Західна Фландрія  — 22 жовтня 1961 , Париж ) — бельгійський католицький політичний діяч.
Ван де Вейвере вивчав право і філософію, працював адвокатом у Генті, обіймав посаду у регіональній раді з 1909 до 1911 року. Після цього його було обрано до Палати представників бельгійського парламенту. 25 лютого 1920 року він став співзасновником нафтової компанії Compagnie Financière Belge des Pétroles (Petrofina) разом із Фернандом та Ектором Кальє.
У період з 1911 до 1926 року постійно обіймав міністерські посади, починаючи з посади міністра сільського господарства й громадських робіт (1911—1912), потім — міністра залізниці й пошти (1912—1914), фінансів (1914—1918), економіки (1920—1924), і повернувся на посаду міністра сільського господарства (1925—1926).
Очоливши уряд 1925 року, зіткнувся з політичною кризою як в партії, так і в кабінеті міністрів, тому його уряд проіснував лише місяць.
Залишив політику 1926 року, після чого працював у бізнесі. Помер у Парижі 1961 року.